# Lista de bairros de Palmas
Esta é a lista de bairros de Palmas, município brasileiro e capital do estado do Tocantins.

## Plano Diretor
Trata-se da área originalmente designada para abrigar as principais instituições e órgãos dos Governos Estadual e Federal, bem como abrigar residências, comércio, e serviços. Abrigava em 2010, cerca de 139 mil dos 228 mil habitantes da época. Subdivide se em 4 setores, que por sua vez, são organizadas em super quadras de dimensões 700m por 700m.

### Plano Diretor Norte
- Área Residencial Nordeste - ARNE;
- Área Residencial Noroeste - ARNO;
- Setor Santo Amaro;
- Setor Lago Norte;
- Sonho Meu;
- Residencial Polinésia;

### Plano Diretor Sul
- Área Residencial Sudeste - ARSE;
- Área Residencial Sudoeste - ARSO;
- Residencial ALCSO 141-B;
- Mirante do Lago.

## Plano Diretor Expansão Sul
Trata-se do bairro satélite à área central do município. Aqui está localizado o maior, e principal aeroporto do Estado. Possuía em 2010, cerca de 89 mil habitantes. Subdivide-se em:
- Taquaralto;
- Jardim Aureny I;
- Jardim Aureny II;
- Jardim Aureny III;
- Jardim Aureny IV;
- Jardim Taquari;
- Setor Lago Sul;
- Morada do Sol;
- Morada do Sol I;
- Morada do Sol II;
- Setor Santa Fé;
- Setor Sol Nascente;
- Setor Maria Rosa;
- Setor Universitário;
- Setor Sônia Regina;
- Setor Bela Vista;
- Setor Industrial de Taquaralto;
- Setor Santa Bárbara;
- Setor Santa Helena;
- Setor União Sul;
- Setor Irmã Dulce;
- Bertaville;
- Jardim Paulista.

## Distritos
- Taquaruçu;
- Buritirana.